# Zubkovîci, Olevsk
Zubkovîci (în ucraineană Зубковичі) este o comună în raionul Olevsk, regiunea Jîtomîr, Ucraina, formată numai din satul de reședință.

## Demografie
Componența lingvistică a comunei Zubkovîci
     Ucraineană (99,76%)
     Alte limbi (0,24%)
Conform recensământului din 2001, majoritatea populației comunei Zubkovîci era vorbitoare de ucraineană (99,76%), existând în minoritate și vorbitori de alte limbi.